# Apperley, Northumberland
Apperley var en civil parish 1866–1887 när det uppgick i Broomley och Mickley, i grevskapet Northumberland i England. Civil parish var belägen 10 km från Corbridge och hade 19 invånare år 1881.